# Coalición

Diagrama de algunas coaliciones internacionales formadas por,,,, e : BASIC, BRICS, G-5 e IBAS.

Se puede definir coalición, frente o liga como la alianza, unión, liga, confederación o acuerdo entre varias partes. Esta alianza puede hacerse tanto entre varios partidos políticos, como entre países o empresas capitalistas, teniendo como objetivo el realizar una acción conjunta.

## Edad Moderna
Debilitamiento del poder de cierto monarcas, se formaron ciertas Ligas de familias nobles en Europa Central que mantuvieron el control y la administración de los reinos, influyendo dramáticamente en muchos casos en la política contemporánea.
- Liga Garai-Celje, formada en torno a los aristócratas más cercanos al rey Segismundo de Hungría después de su muerte.
- Liga Hunyadi, formada en torno a la figura del conde Juan Hunyadi, regente de Hungría.

## Edad Contemporánea
En la historia contemporánea encontramos un ejemplo de coalición cuando nos remitimos a las uniones formadas por algunas potencias europeas contra la Revolución francesa.
Durante este período cuya duración es de 1789 a 1815, se formaron siete coaliciones que son las siguientes:
- Primera: La primera de estas siete fue formada en Pilnitz en el año 1791 entre el Reino de Prusia y el Imperio austríaco a los cuales se les adhirieron España, Cerdeña, Inglaterra y Sicilia luego de que Luis XVI fuese guillotinado. Esta solamente duró hasta el año 1797 debido a que se disolvió por los tratados de Basilea que firmó Francia con España y Prusia.

- Segunda: La segunda fue formada en marzo de año 1799 por Inglaterra, que no había bajado los brazos en la guerra ante Francia. Sicilia, Rusia, Turquía y Austria también participaron. Esta fue deshecha después de la derrota de Marengo y los diferentes tratados de Lunéville, con Austria en 1801. Luego en 1802 Francia firmó con Inglaterra el tratado de Amiens.

- Tercera: La tercera coalición fue formada en San Petersburgo el día 8 de abril de 1805 entre Inglaterra, quien nuevamente había roto lazos con Francia en 1803, Rusia, Prusia y Austria. Esta tercera liga fue derrotada por el ejército napoleónico en Austerlitz y ambas partes firmaron el tratado de Presburgo en diciembre de 1805.

- Cuarta: La siguiente alianza duró menos de un año, pues comenzó en septiembre de 1806 y finalizó en julio de 1807. Esta fue conformada por Suecia, Inglaterra, Prusia y Rusia. Se disolvió con el tratado de Tilsit luego de la batalla de Friedland.

- Quinta: La quinta confederación tuvo aún menos duración que la anterior puesto que duró desde abril de 1809 a octubre de ese mismo año. Esta terminó con la derrota de los austríacos en Wagram y la paz de Schönbrunn.

- Sexta: El siguiente acuerdo fue formado entre Suecia, Rusia, Prusia, Inglaterra, Austria y algunas otras potencias europeas más en marzo de 1813, y se desmembró en abril de 1814. El resultado de ella fue la abdicación de Napoleón y su confinamiento en la isla de Elba.

- Séptima: La séptima de las uniones fue formada en Viena en 1815 después de la vuelta de Napoleón a París al escapar de la isla de Elba. Napoleón se vio derrotado en la batalla de Waterloo. Esta fue la última de las coaliciones puesto que Napoleón fue llevado como prisionero a la lejana isla de Santa Elena y nunca más pudo retomar el poder.